# (4569) Baerbel
(4569) Baerbel ist ein Asteroid des Hauptgürtels, der am 15. April 1985 von Carolyn Shoemaker entdeckt wurde.
Der Asteroid ist benannt nach der Astrogeologin Bärbel Kösters Lucchitta.